# 摩拉維亞-西里西亞州
摩拉維亞-西里西亞州（捷克語：Moravskoslezský kraj），2001年5月前称为俄斯特拉发州，是捷克的一個州，包括摩拉維亞東北部和捷克西里西亞大部份地區。面積5,445平方公里，人口1,250,769（2006年）。州府俄斯特拉发，下分六县。该州与斯洛伐克及波兰接壤。